# يوري موروزوف
يوري موروزوف (بالروسية: Морозов, Юрий Андреевич)‏ (13 مايو 1934 في روسيا - 15 فبراير 2005 بسانت بطرسبرغ في روسيا) هو مدرب كرة قدم ولاعب كرة قدم روسي (وحمل سابقاً جنسية الاتحاد السوفيتي) في مركز الوسط. لعب مع زينيت سانت بطرسبرغ ونادي دينامو سانت بطرسبرغ ‏.

## وصلات خارجية
- يوري موروزوف على موقع قاعدة بيانات كرة القدم.إي يو (الإنجليزية)